# WizardWorks Software
WizardWorks Software (également WizardWorks, ainsi que Minneapolis studio chez Atari) est une entreprise américaine fondée en 1993 qui exerçait son activité dans le développement et l’édition de jeux vidéo. C'est une filiale du groupe The WizardWorks Group comprenant égament CompuWorks et MacSoft.

## Description
WizardWorks Software est fondé en 1993 et exerce dans le domaine du développement et de l'édition de jeux vidéo. L’entreprise se concentrait sur les jeux de type casual game vendue à travers les chaines de magasins comme Target Corporation et Wal-Mart.
WizardWorks est surtout connu pour la publication de la série de jeux vidéo Deer Hunter développés par Sunstorm Interactive mais a aussi développé des extensions pour des jeux comme Doom et Duke Nukem 3D. WizardWorks a également développé et publié ses propres titres.
En juin 1996, The WizardWorks Group est racheté par GT Interactive Software pour 40 millions de dollars en actions et l'entreprise devient filiale du groupe. WizardWorks est finalement combiné avec d'autres filiale de GTIS à Minneapolis pour former la filiale GT Value Products. La marque WizardWorks continue à exister en tant que marque même à la suite de l'acquisition de GT Interactive Software, renommé Infogrames Inc., puis Atari Inc. par Infogrames Entertainment.
En 2004, Atari Inc. ferme le bureau de Minneapolis, les projets en cours sont transférés à leurs studio de développement de Beverly Atari Interactive Inc..